# Manòmetre

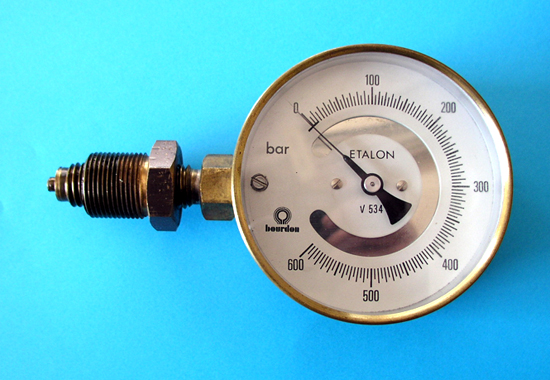
Manòmetre de 0 a 600 bars

El manòmetre (del gr. μανός, lleuger i μέτρον, mesura) és un aparell de mesura de la pressió d'un fluid contingut en un recipient tancat. Es distingeixen dos tipus de manòmetres, segons s'utilitzin per a mesurar la pressió de líquids o de gasos. A diferència dels baròmetres, que mesuren la pressió absoluta respecte al buit, els manòmetres mesuren una pressió relativa, diferencial, o pressió manomètrica, generalment una sobrepressió (o depressió) respecte de la pressió atmosfèrica.
Per a petites diferències de pressió, s'empra un manòmetre que consisteix en un tub en forma d'U amb un extrem connectat al recipient que conté el fluid i l'altre extrem obert a l'atmosfera. El tub conté un líquid, com aigua, oli o mercuri, i la diferència entre els nivells del líquid en ambdues branques indica la diferència entre la pressió del recipient i la pressió atmosfèrica local.

## Característiques i tipus de manòmetres

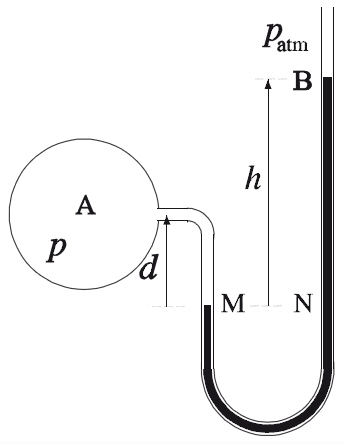
Manòmetre de dues branques obertes

Molts dels aparells emprats per a la mesura de pressions utilitzen la pressió atmosfèrica com nivell de referència i mesuren la diferència entre la pressió real o absoluta i la pressió atmosfèrica, anomenant-se a aquest valor pressió manomètrica; aquests aparells reben el nom de manòmetres i funcionen segons els mateixos principis en què es fonamenten els baròmetres de mercuri i els baròmetres aneroides. La pressió manomètrica s'expressa ja sigui per sobre o bé per sota de la pressió atmosfèrica. Els aparells que serveixen exclusivament per mesurar pressions inferiors a l'atmosfèrica i negatives s'anomenen vacuòmetres, o també manòmetres de buit.

### Manòmetre de dues branques obertes
Aquests elements mesuren la pressió positiva, i poden adoptar diferents escales. El manòmetre més senzill consisteix en un tub de vidre doblegat en U que conté un líquid apropiat (mercuri, aigua, oli, entre d'altres). Una de les branques del tub està oberta a l'atmosfera, mentre que l'altra està connectada al dipòsit que conté el fluid la pressió del qual es vol mesurar. El fluid del recipient penetra en part del tub en U, fent contacte amb la columna líquida. Els fluids assoleixen un punt d'equilibri, del qual resulta fàcil deduir la pressió absoluta al dipòsit:

{\displaystyle p=p_{\text{atm}}+\rho _{\text{m}}gh-\rho gd\,}

on ρm = densitat del líquid manomètric. ρ = densitat del fluid contingut en el dipòsit.
Si la densitat d'aquest fluid és molt inferior a la del líquid manomètric, en la majoria dels casos es pot menysprear el terme ρgd, i s'obté:

{\displaystyle P\approx p_{\text{atm}}+\rho _{\text{m}}gh\,}

de manera que la pressió manomètrica (p - patm) és proporcional a la diferència d'altures que aconsegueix el líquid manomètric en les dues branques. El manòmetre és més sensible com menor sigui la densitat del líquid manomètric utilitzat.

### Manòmetre truncat

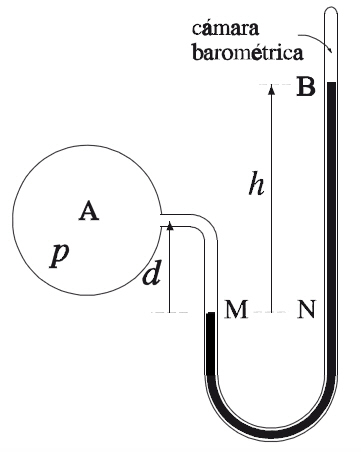
Manòmetre truncat

L'anomenat manòmetre truncat serveix per mesurar petites pressions gasoses, fins a 1 Torr. No és més que un baròmetre de sifó amb les seves dues branques curtes. Si la branca oberta comunica amb un dipòsit la pressió del qual superi l'alçada màxima de la columna baromètrica, el líquid baromètric omplirà la branca tancada. En el cas contrari, es formarà un buit baromètric en la branca tancada i la pressió absoluta en el dipòsit serà donada per

{\displaystyle p=\rho _{\text{m}}gh+\rho gd\approx \rho _{\text{m}}gh\,}

Aquest dispositiu mesura pressions absolutes, per la qual cosa no és un veritable manòmetre.

### Manòmetre de Bourdon

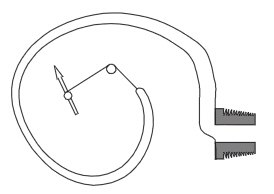
Esquema del manòmetre de Bourdon

El més corrent és el manòmetre de Bourdon, consistent en un tub metàl·lic, aplanat, hermètic, tancat per un extrem i enrotllat en espiral. Els components d'un manòmetre de Bourdon són:
Elements estàtics:

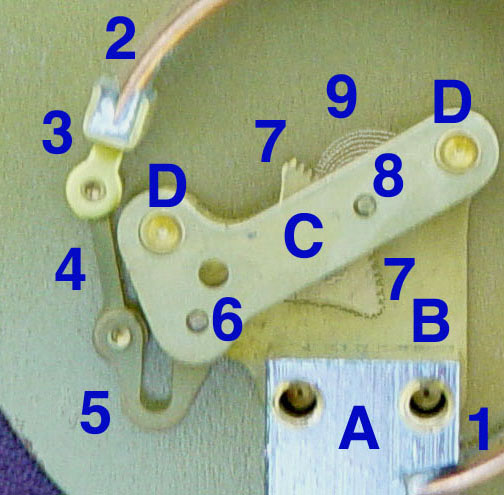
Detall manòmetre Bourdon

- A: Bloc receptor: és l'estructura principal del manòmetre, es connecta amb la canonada a mesurar, i al seu torn conté els cargols que permeten muntar tot el conjunt.
- B:Placa xassís o de suport: unida al bloc receptor es troba la placa de suport o xassís, que sosté els engranatges del sistema. A més en el seu anvers conté els cargols de suport de la placa graduada.
- C: Segona placa xassís: conté els eixos de suport del sistema d'engranatges.
- D: Espaiadors, que separen els dos xassís.

Elements mòbils:
- Terminal estacionari del tub de Bourdon: comunica el manòmetre amb la canonada a mesurar, a través del bloc receptor.
- Terminal mòbil del tub de Bourdon: aquest terminal és segellat i en general conté un pivot que comunica el moviment del bourdon amb el sistema d'engranatges solidaris a l'agulla indicadora.
- Pivot amb el seu passador.
- Pont entre el pivot i el braç de palanca del sistema (5) amb passadors per permetre la rotació conjunta.
- Braç de palanca o simplement braç: és una extensió de la placa d'engranatges (7).
- Passador amb eix pivot de la placa d'engranatges.
- Placa d'engranatges.
- Eix de l'agulla indicadora: aquesta té una roda dentada que es connecta a la placa d'engranatges (7) i s'estén cap a la cara graduada del manòmetre, per així moure l'agulla indicadora. A causa de la curta distància entre el braç de palanca i l'eix pivot, es produeix una amplificació del moviment del terminal mòbil del tub de Bourdon.
- Ressort de càrrega utilitzat en el sistema d'engranatges per evitar vibracions a l'agulla i histèresi.

### Manòmetre metàl·lic o aneroide
A la indústria s'empren gairebé exclusivament els manòmetres metàl·lics o aneroides, que són baròmetres modificats de tal manera que dins de la caixa actua la pressió desconeguda que es desitja mesurar i fora actua la pressió atmosfèrica. Normalment aquests manòmetres ens indiquen la pressió que s'exerceix en PSI (lliures per polzada quadrada, pounds per square inch) o kPa (kilopascals).

## Història de la mesura de la pressió
1594- Galileo Galilei obtingué la patent d'una màquina per bombar aigua d'un riu per al reg de terres. El centre del bombament era una mena de xeringa. Va descobrir que 10 metres era el límit d'altura al qual podia arribar l'aigua per succió de la xeringa, però no va trobar cap explicació per a aquest fenomen.
1644- Evangelista Torricelli va omplir un tub d'un metre de llarg segellat hermèticament amb mercuri i el va col·locar de forma vertical, amb un extrem obert en un recipient amb mercuri. La columna de mercuri, invariablement, baixava uns 760 mm, deixant un espai buit sobre d'aquest nivell. Torricelli va atribuir la causa del fenomen a una força en la superfície de la terra, sense saber d'on provenia. També va concloure que l'espai en la part superior del tub estava buit, que no hi havia res allà i el va anomenar buit.
1648- Blaise Pascal va conèixer els experiments de Torricelli i Galileo. Arribà a la conclusió que la força que manté la columna a 760 mm és el pes de l'aire de sobre. Per tant, en una muntanya la força es reduirà a causa del menor pes de l'aire. Va predir que l'altura de la columna disminuiria, cosa que va demostrar amb experiments al cim del Puy-de-Dome, al centre de França. De la disminució d'altura es podia calcular el pes de l'aire. Pascal va formular també que aquesta força, que va anomenar pressió hidroestàtica, actuaria de manera uniforme en totes les direccions.
1656- Otto von Guericke. La conclusió a la qual havia arribat Torricelli d'un espai buit era contrària a la doctrina d'un Déu omnipresent i va ser atacat per l'església. Però l'existència del buit va ser demostrada experimentalment per Guericke, que va desenvolupar noves bombes per evacuar grans volums i va dur a terme l'espectacular experiment dels hemisferis de Magdeburg, en el qual va extreure l'aire de l'interior de dos hemisferis de metall. Vuit cavalls tibant de cada hemisferi no van ser prou forts per a separar-los.
1661- Robert Boyle va utilitzar els tubs amb forma de "J" tancats en un extrem per a estudiar la relació entre la pressió i el volum d'un gas i va establir la llei que du el seu nom:
(P: pressió, V: volum) que significa que l'augment d'un dels dos termes provocarà la disminució de l'altre (si s'augmenta la pressió disminuirà el volum o si s'augmenta el volum del dipòsit que conté al gas, la pressió disminuirà). Això es complirà sempre que es mantingui invariable l'altre terme de l'equació, que és la temperatura.
1802- Gairebé 200 anys més tard, Joseph-Louis Gay-Lussac va establir la llei:
(P: pressió, T: Temperatura, K: constant), el que significa que un augment de la temperatura comporta un augment de la pressió, i un augment de la pressió comporta un augment de la temperatura (per exemple en un compressor). Aquesta llei es compleix sempre que es mantingui invariable l'altre terme de l'equació, que és el volum.
Vint anys més tard, William Thomson (Lord Kelvin) va definir la temperatura absoluta.